# 短兵
短兵在中国文化当中是对尺寸较短的冷兵器，如短刀、剑等的统称。在现当代中国，短兵除了具有其传统意义外，还特指一种新发展起来的类似击剑和剑道的运动形式。

## 起源
20世纪初，短兵的创制受启发于日本剑道。但鉴于当时中国人对日本军国主义者的反感，倡导者便想区别于剑道，希望它能充分体现中国武术的特点，真正代表中国古代剑文化的精神，所以最初就取名“短兵”。

## 形体特点
其主要形体似中国传统宝剑，但非金属制品，而是以竹条、藤条、木棍、塑胶管或新材料为内核，外围棉花、海绵等物，并用皮套包裹起来的“仿制品”，一般长度为80-95cm，重量约500克；另还有相关护具，包裹头、颈、胸、膝等部位；这样就非常适合器械训练而不容易造成伤害。因而容易发展成为大众性的体育项目。

## 发展概述
20世纪初，由中华国术馆发起倡议，开始短兵运动；1950-1960年代，在中华人民共和国的民族体育运动会上曾专设短兵项目；1970-1980年代，短兵项目式微，无法出现在大型赛场；21世纪初，短兵热再度兴起，2009年香港世界中华国术大赛专设短兵项目。